# たまごひこーき
たまごひこーきは、ハセガワの販売するプラモデルのシリーズ。飛行機を卵形にデフォルメしてモデル化している。1970年代後半に最初に発売されて以来、絶版の期間を挟みながら何度か再発売が行われ、2021年現在も現役の息の長いシリーズである。

## 概要
たまごひこーきは、飛行機の胴体を卵形にデフォルメし、それに小さな翼を組み合わせたユーモラスな形でモデル化しており、スケールモデルを主に作ってきたハセガワの中では非常にユニークなシリーズである。形態の面白さと他のハセガワのキットでは見られないポップでコミカルな明るいボックスアート、そして部品点数が少なく組み立てが容易であることなどから、購買層は低学年の児童から大人まで幅広く、飛行機モデルの魅力・プラモデルの工作・塗装の楽しさを知るきっかけとなる入門モデルとしての役割も果たしてきた。他のメーカーからも飛行機をデフォルメしたプラモデルは出ていたが、その多くがゼンマイなどによる走行（ものによっては歩行）機能を持つのに対し、たまごひこーきはそのようなギミックを一切持たず、スケールモデルメーカーの製品であることを極めて強く感じさせる。

## 製品一覧

### たまご飛行機（1978年 - 1982年）
たまごひこーきが最初に発売されたのは1978年で、シリーズ名称は「たまご飛行機（ひこうき）」と表記されていた。1978年の内にES-1から8までの8点とES-12のP-38の計9点が発売され、1979年にはES-9、10の2点、1981年にES-11のスペースシャトル、1982年にES-13から15までの3点が発売されて本シリーズは終了した。スペースシャトル以降は実質的に第2期といえるもので、ボックスアートが一新され、シリーズ名称も「たまごヒコーキ」と表記されている。またスペースシャトルに付けられた地球を模したスタンドはES-13以降の3点にも付属し、シリーズ最終作のSR-71にはロシア兵のデフォルメフィギュアが付くなど、次のたまごワールドシリーズへ繋がる内容となっている。
- ES-001 零戦
- ES-002 フォッケウルフ FW-190
- ES-003 ミグ15
- ES-004 F-86 セイバー
- ES-005 TBF アベンヂャー
- ES-006 F4U コルセア
- ES-007 イントルーダー
- ES-008 ハリアー
- ES-009 P-47 サンダーボルト
- ES-010 カーチス P-40
- ES-011 スペースシャトル
- ES-012 P-38 ライトニング
- ES-013 ヒューズ 500
- ES-014 ヒューズ 300
- ES-015 ロッキード SR-71

### たまごワールド（1983年）
1983年には新たに「たまごワールド」シリーズ8点が発売された。本シリーズは飛行機以外にデフォルメされたフィギュアやジオラマベースの付属した、ヴィネット（ミニジオラマ）タイプのモデルとなっていることが特徴である。8点中F-4とF-16は機体も含めて完全な新製品であり、他の6点は機体は既存キットからの流用であるが、ジオラマ用の部品は新規に開発されている。一部のキットではパイロットのフィギュアと、それに合わせたキャノピーも新規に作られた。また、ボックスアートはシリーズ中最もコミック色の強いものとなっている。たまごひこーきはこの後も何度も再発売されているが、ヴィネットタイプでの発売はこの時のみである。
2019年6月、ゴッドファイター （零戦）とウルフパニック （FW-190）が新規パッケージで2組セットとした上で再販された。翌7月には、ファイアーモンスター（F-2）＆ミッドナイトウィッチ（T-4）がこれも2組セットとして発売された。。
- EW01 ゴッドファイター （零戦）
- EW02 ウルフパニック （FW-190）
- EW03 ファントム BOY （F-4）
- EW04 ミッドナイトファルコン （F-16）
- EW05 チャイナコネクション （ミグ15）
- EW06 ファイアードラゴン （F-86）
- EW07 ピットイン （イントルーダー）
- EW08 ハリアー CAB （ハリアー）
- 60517 ゴッドファイター（零戦）＆ウルフパニック（Fw190）
- 60518 ファイアーモンスター（F-2）＆ミッドナイトウィッチ（T-4）

### こだわりタマゴ飛行機（1988年）
1988年には「こだわりタマゴ飛行機」としてレシプロ機とヘリコプターを除く8点が再発売された。キャノピーがスモークグレーに変更され、スタンドは廃止されたためスペースシャトルには着陸脚のパーツが追加されている。ボックスアートは、キットの完成品と実景の写真を組み合わせたものとなっている。
- EG1 F-16 ファイティング ファルコン
- EG2 F-4 ファントムII
- EG3 AV-8 ハリアー
- EG4 A-6 イントルーダー
- EG5 ミグ 15 ファゴット
- EG6 F-86 セイバー
- EG7 SR-71 ブラックバード
- EG8 スペースシャトル

### タマゴ飛行機（限定版）（1991年）
1991年には、秋山豊寛による日本人初の宇宙飛行を記念して、ロシア版スペースシャトル「ブラン」のキットが発売された。キット自体はスペースシャトルのキットそのままであるが、これはブランの外形がスペースシャトルに酷似していることをネタにした一種のジョークであり、たまごひこーきシリーズの持つパロディ精神に沿ったものといえる。
- SP40 ソ連シャトル “ブラン”

### うみたてたまごひこーき（1993年 - 1994年）
1993年から1994年にかけて、ハセガワのキャラクターモデル用のブランドであるA.Q.T.（アクト）ハセガワから、「うみたてたまごひこーき」の名称で再発売が行われた。今回もヘリコプターは再発売されなかったが、数機種についてはデカール変えの商品も発売されている。また、F-14、F-18、ジャンボジェットの3機種が新たに開発された。ボックスアートは、シリーズ前半はキットの完成品の写真が使用されていたが、NE12以降は下田信夫のイラストが使用されている。
- NE01 零戦21型
- NE02 フォッケウルフ Fw190A-5
- NE03 フォッケウルフ Fw190A-8
- NE04 TBF アベンジャー
- NE05 F4U コルセア
- NE06 P-47 サンダーボルト
- NE07 カーチス P-40
- NE08 P-38 ライトニング “プット プット マル”
- NE09 P-38 ライトニング “テキサス レンジャー”
- NE10 F-14 トムキャット “ジョリーロジャース”
- NE11 F-14 トムキャット “サンダナウース”
- NE12 タマゴ・JAL ジャンボ
- NE13 タマゴ・ANA ジャンボ
- NE14 F-16 ファイティングファルコン
- NE15 F-4 ファントムII
- NE16 AV-8 ハリアー
- NE17 A-6 イントルーダー
- NE18 ミグ 15 ファゴット
- NE19 F-86 セイバー
- NE20 SR-71 ブラックバード
- NE21 スペースシャトル
- NE22 F-18 ホーネット
- NE101 タマゴ・リゾッチャ・パープル （JAL）
- NE102 タマゴ・リゾッチャ・イエロー （JAL）
- NE13x タマゴ・マリンジャンボ （ANA）

### ゆでたまご（1994年）
1994年には、アクトハセガワから「ゆでたまご」シリーズ6点が発売された。本シリーズは特殊塗装（印刷）済であったが、F-16にカーボン模様を施すなど、必ずしも実機に準じたものではなかった。パッケージには機体の絵や写真は無く、窓から中の塗装済みの機体が見られる仕様になっていた。
- QQ1 デザートストーム F-14 トムキャット
- QQ2 ナイトアタッカー F-14 トムキャット
- QQ3 アグレッサー F-16 F.ファルコン
- QQ4 カーボンファイター F-16 F.ファルコン
- QQ5 レッド ジャンボ ダッシュ400
- QQ6 ブルー ジャンボ ダッシュ400

### 塗装済みたまごひこーき（1997年）
1997年には、アクトハセガワから「塗装済みたまごひこーき」10点が発売された。本シリーズも塗装済であったが、「ゆでたまご」と異なり、実機に準じた塗装となっていた。国籍マークなどのマーキングまで施されていたが、デカールもセットされていた。ボックスアートにはキットの完成品の写真が使用され、窓から中も見られる仕様になっていた。
- 001 ゼロ戦
- 002 コルセア
- 003 アベンジャー
- 004 ウォーホーク
- 005 ファイティングファルコン
- 006 トムキャット
- 007 ホーネット
- 008 セイバー 航空自衛隊
- 009 ジャンボ 政府専用機
- 010 スペースシャトル

### たまごひこーき（2007年 - ）
2007年より、ハセガワブランドで約10年ぶりのリニューアルが行われた。ボックスアートは、藤沢孝による機体とパイロットや整備員の女の子を組み合わせたものに一新された。女の子はイメージキャラクターであり、キット内にフィギュア等は含まれていない旨がパッケージに注記されている。
過去に発売された機種は全て本シリーズで再発売されており、特にヒューズのヘリコプター2種は、ほぼ30年ぶりに再発売された。再生産品だけでなく、F-15、P-51、F-22、Su-33、MV-22など完全新金型の製品も投入された。P-51はほぼ30年ぶりのレシプロ機の新作であり、零戦のような初期に開発されたレシプロ機のキットと比べると、デフォルメの方向性が異なっている。F-22やMV-22には箱絵の女の子風のパイロットが付属し、コクピットにセットすることができる。
2010年6月には、『超時空要塞マクロス』に登場する可変戦闘機VF-1 バルキリーが、たまごひこーき初のキャラクターモデルとなって発売された。ボックスアートは天神英貴によるもので、ハセガワ最初のバルキリーのキットである、1/72 VF-1Aのボックスアートのセルフパロディとなっている。
2012年には『クリエイターワークスシリーズ』として、『輪廻のラグランジェ』の主役メカ・ウォクスシリーズ3機が製品化された。中でもウォクス・アウラは、グッドスマイルカンパニーが販売するねんどろいどとの合体が可能になっている。
2018年10月には『らいとぼっくす』シリーズとして、『ひそねとまそたん』に登場するOTFであるまそたん（F-15）が発売された。キット自体は既製品であるF-15と同一のものであるが、ステッカーシールはまそたんの目玉や機体番号を再現できるよう新規に用意され、さらに劇中の背景を印刷した情景シート（厚紙二つ折り）、主人公である甘粕ひそねと貝崎名緒の２人が描かれたアクリルスタンドも同封されるなど、気軽に作品の再現ができるようになっている。
- TH1 F-15 イーグル
- TH2 F-14 トムキャット
- TH3 F-16 ファイティング ファルコン
- TH4 F/ A-18 ホーネット
- TH5 F-4 ファントムII
- TH6 スペースシャトル
- TH7 P-51 ムスタング
- TH8 零戦
- TH9 P-40 ウォーホーク
- TH10 P-47 サンダーボルト
- TH11 フォッケウルフ Fw190A
- TH12 F4U コルセア
- TH13 T-4 “ブルーインパルス”
- TH14 F-16 “サンダーバーズ”
- TH15 F/A-18 “ブルーエンジェルス”
- TH16 F-86 セイバー “ブルーインパルス”
- TH17 F-22 ラプター
- TH18 SR-71 ブラックバード
- TH19 AV-8 ハリアー
- TH20 A-6 イントルーダー
- TH21 Su-33 フランカーD
- TH22 ミグ 15
- TH23 ヒューズ 500
- TH24 ヒューズ 300
- TH25 MV-22 オスプレイ
- TH26 P-38 ライトニング
- TH27 F-2[3]
- TH28 TBF/TBM アベンジャー

- 60501 T-4 “芦屋スペシャル”
- 60502 J-15 “中国海軍”[4]
- 60503 日本政府専用機 ボーイング 747-400
- 60504 VC-25 “エアフォースワン”
- 60505 ANA ボーイング 747-400
- 60506 CV-22B オスプレイ “アメリカ空軍”[5]
- 60507 スペース シャトル & ボーイング 747[6]
- 60508 F-15 イーグル “航空自衛隊 60周年記念 スペシャル”（2機セット）
- 60509 川崎 T-4 “航空自衛隊 60周年記念 スペシャル”（2機セット）
- 60510 F-2 “航空自衛隊 60周年記念 スペシャル”（2機セット）
- 60511 F15 イーグル “航空自衛隊 60周年記念 スペシャル パート2”（2機セット）
- 60512 F-4 & F-15 “飛行開発実験団 60周年記念”（2機セット）
- 60513 F-2 & T-4 “飛行開発実験団 60周年記念”（2機セット）
- 60514 F-16 “台湾空軍” (台湾限定販売)
- 60515 F-86 セイバー “台湾空軍” (台湾限定販売)
- 60516 F-4 ファントムII “302SQ F-4 ファイナルイヤー 2019”（2機セット）
- 60519 F-4 ファントムII “301SQ & 501SQ F-4 ファイナルイヤー 2020”（2機セット）
- 60520 F-4 ファントムII “301SQ ファントムフォーエバー 2020”（特製ワッペン付）
- 65789 VF-1A/J バルキリー
- 65791 VF-1S ストライク/スーパーバルキリー
- 65796 YF-19 “マクロスプラス”
- 65825 YF-19 w/ファストパック & フォールドブースター
- SP350 F-22 ラプター “エースコンバット メビウス1”
- SP351 Su-33 フランカーD “エースコンバット 黄色の13”
- SP353 F-15C イーグル “エースコンバット ガルム1”
- SP354 F-15C イーグル “エースコンバット ガルム2”
- SP358 F-14A トムキャット “エースコンバット ラーズグリーズ隊”
- SP359 F-14A トムキャット “エースコンバット ウォードッグ隊”
- CW04 ウォクス・アウラ（クリエイターワークスシリーズ）
- 64703 ウォクス・リンファ（クリエイターワークスシリーズ）
- 64704 ウォクス・イグニス（クリエイターワークスシリーズ）
- SP384 「ひそねとまそたん」 たまごひこーき F-15（らいとぼっくすシリーズ）
- 65847 リン・ミンメイ（チャイナドレス） w/VF-1J バルキリー（1/24フィギュア付）
- 65863 リン・ミンメイ（ステージドレス） w/VF-1S ストライク バルキリー（1/24フィギュア付）
- 65872 ミュン・ファン・ローン w/YF-19 “マクロスプラス”（1/24フィギュア付）
- 65876 VF-1J バルキリー “マックス & ミリア”（2機セット）

### モデル化機種一覧
下記に2015年12月までにモデル化された機体の種類と、発売（再発売）された主なシリーズを示す。表中の年度はシリーズの開始年度、○印はそのシリーズで当該機種のキットが発売されたことを示す。
| 機種名                             | 1978 | 1983 | 1988 | 1993 | 1997 | 2007 |
| ---------------------------------- | ---- | ---- | ---- | ---- | ---- | ---- |
| 零式艦上戦闘機52型                 | ○    | ○    |      | ○    | ○    | ○    |
| フォッケウルフ Fw190A              | ○    | ○    |      | ○    |      | ○    |
| ミグ 15 ファゴット                 | ○    | ○    | ○    | ○    |      | ○    |
| F-86F セイバー                     | ○    | ○    | ○    | ○    | ○    | ○    |
| TBF アベンジャー                   | ○    |      |      | ○    | ○    | ○    |
| F4U-1 コルセア                     | ○    |      |      | ○    | ○    | ○    |
| A-6 イントルーダー                 | ○    | ○    | ○    | ○    |      | ○    |
| ハリアー GR.1/AV-8A                | ○    | ○    | ○    | ○    |      | ○    |
| P-47D サンダーボルト               | ○    |      |      | ○    |      | ○    |
| カーチス P-40                      | ○    |      |      | ○    | ○    | ○    |
| スペースシャトル                   | ○    |      | ○    | ○    | ○    | ○    |
| P-38 ライトニング                  | ○    |      |      | ○    |      | ○    |
| ヒューズ 500                       | ○    |      |      |      |      | ○    |
| ヒューズ 300                       | ○    |      |      |      |      | ○    |
| SR-71 ブラックバード               | ○    |      | ○    | ○    |      | ○    |
| F-4E/EJ ファントム II              |      | ○    | ○    | ○    |      | ○    |
| F-16A/C ファイティング・ファルコン |      | ○    | ○    | ○    | ○    | ○    |
| F-14A トムキャット                 |      |      |      | ○    | ○    | ○    |
| ボーイング 747 ジャンボジェット    |      |      |      | ○    | ○    | ○    |
| F/A-18A/C ホーネット               |      |      |      | ○    | ○    | ○    |
| F-15C/J イーグル                   |      |      |      |      |      | ○    |
| P-51D ムスタング                   |      |      |      |      |      | ○    |
| 川崎 T-4                           |      |      |      |      |      | ○    |
| F-22 ラプター                      |      |      |      |      |      | ○    |
| Su-33 フランカーD                  |      |      |      |      |      | ○    |
| MV-22 オスプレイ                   |      |      |      |      |      | ○    |
| F-2                                |      |      |      |      |      | ○    |
| VF-1A/J/S バルキリー               |      |      |      |      |      | ○    |
| YF-19                              |      |      |      |      |      | ○    |